# 板垣清女
板垣 清女（いたがき せいじょ、安政2年12月23日（1856年1月30日） - 明治7年（1874年）9月21日）は、明治期の芸妓。板垣退助の側室。芸者時代は小清（こせい）と呼ばれた。戸籍名は板垣せい。

## 来歴

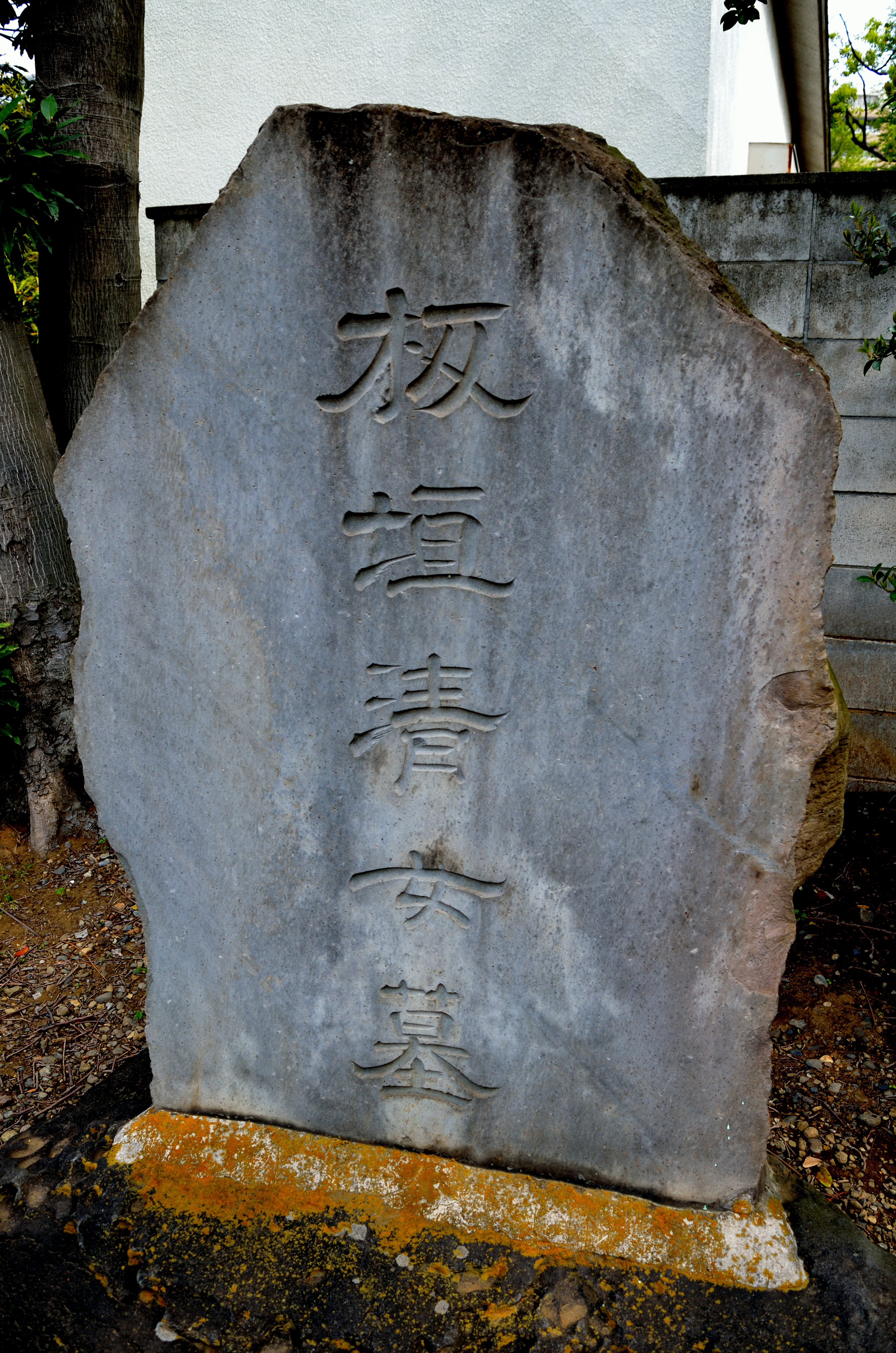
板垣清女の墓碑

安政2年12月23日に生まれる。幼くして奉公に出て、のち新橋金春通りで評判の芸者となる。この頃の名は「小清（こせい）」。絵草子に描かれると、飛ぶよう売れて絵草子屋をかなり儲けさせたという。小清時代の写真も現存している。
板垣退助に大変気に入られ、明治5年（1872年）に落籍されて退郭。当時は戸籍に「権妻（妾）」を記す欄があった為、正式に板垣家の戸籍に入籍している。築地の板垣邸で暮らし、同年9月16日に女児を産むが、産後の肥立ちが悪くまもなく病床につく。板垣はこの頃、征韓論争に敗れて、旧土佐藩主・山内容堂の墓前に参り、「自由民権論を主張して天下の世論をつくる迄は再び東京には出ない」と、戊辰戦争の時に迅衝隊で共に戦った旧土佐藩士の山地元治らと誓いを立てて、東京に家族を残して高知へ帰っていた。ところが清女が危篤となったため、一人上京しようとしたが、山地元治に「我らの先日の誓いをもう忘れたのか」と詰め寄られ、「あの誓約は政府に近づかないという意味だ。家族に会うのに何の支障があろうか」と言い返し、ついに口論となって山地元治と絶交してしまった。
明治7年（1874年）9月21日、薬石効むなしく清女は病死した。享年20。普段気丈な板垣もこの時ばかりは落胆し、布団にもぐって大泣きしたという逸話が伝わっている。板垣は、清女の為に立派な墓を建てた。この墓は東京品川の東海寺内の高源院（品川神社裏、東京都品川区北品川3-7-15）にあり、退助の墓等と共に昭和53年（1978年）11月22日品川区の史跡に指定されている。

## 板垣退助の側室
- 薬子（やくし） - 土佐藩医・萩原静安の長女。乾正士の生母。-のち志田氏の妻となる
- 政野（まさの） - 旧土佐藩士・久川晋吉の姉。のち1887年（明治20年）11月11日離籍。
- 清女（せいじょ） - 金春芸者の小清。のち落籍されて退助の側室となる。
- 絹子（きぬこ） - 長崎県荒木伊三次の長女。のち福岡孝弟子爵の養女となり、退助の正室（第3夫人）鈴の殁後、正室（第4夫人）となる。